# Louky pod Štípou
Louky pod Štípou jsou přírodní památka severovýchodně od obce Růžďka v okrese Vsetín. Důvodem ochrany jsou zbytky květnatých luk s orchidejemi a se zvláště chráněnými druhy rostlin, zejména prstnatce Fuchsova, prstnatce plamatého, mečíku střechovitého a kruštíka bahenního.

## Galerie

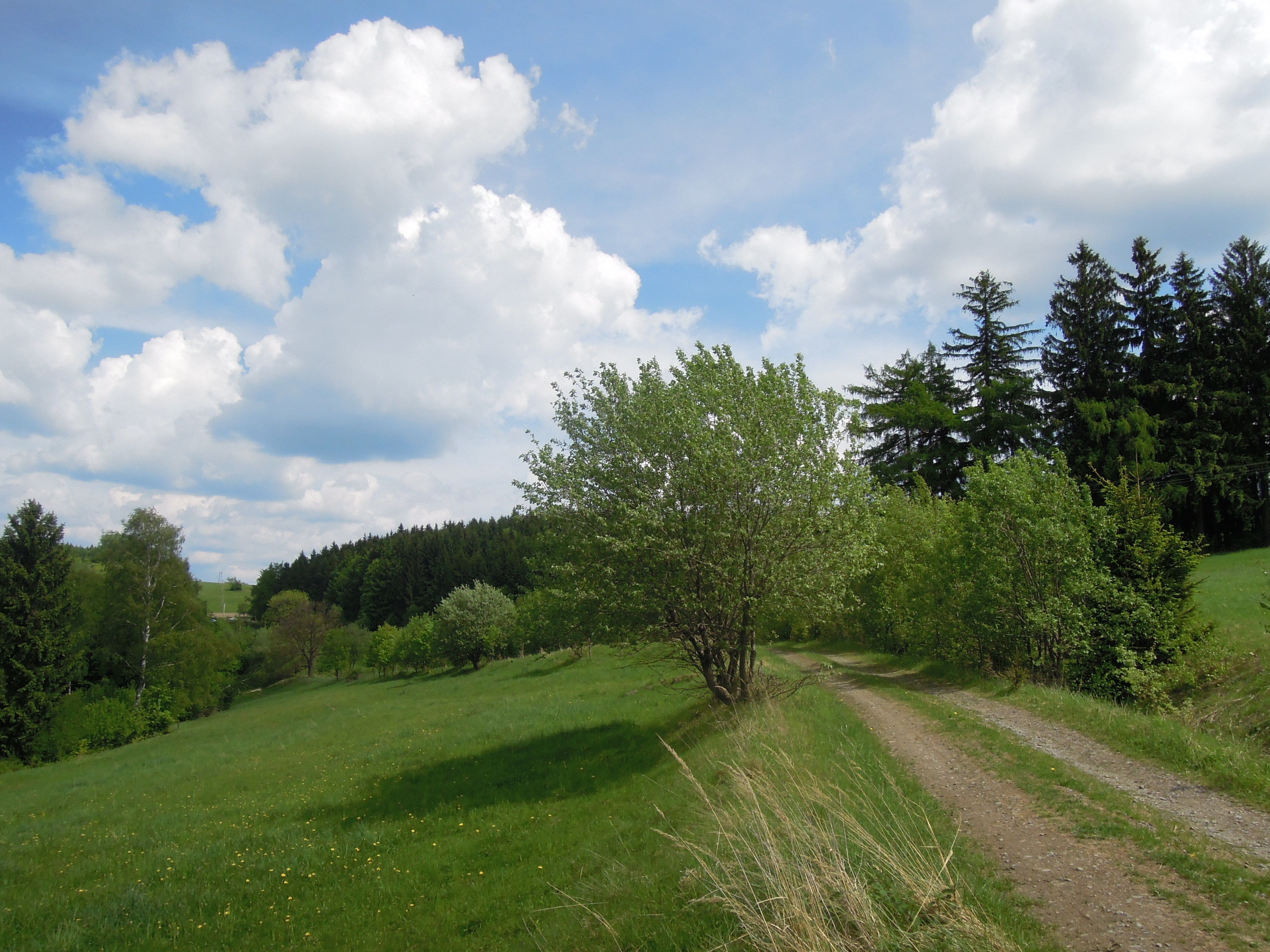
Louky pod Štípou
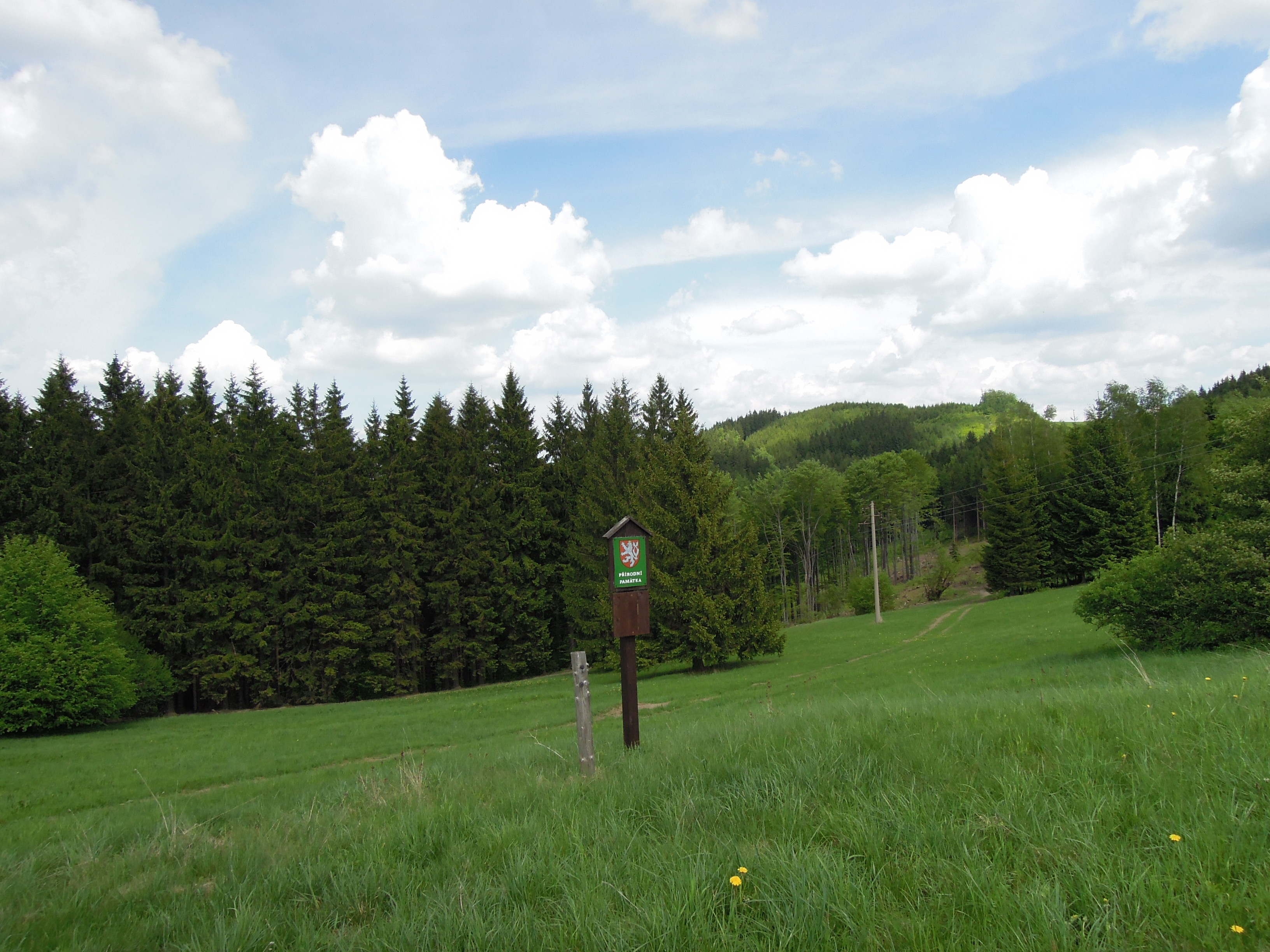
Louky pod Štípou
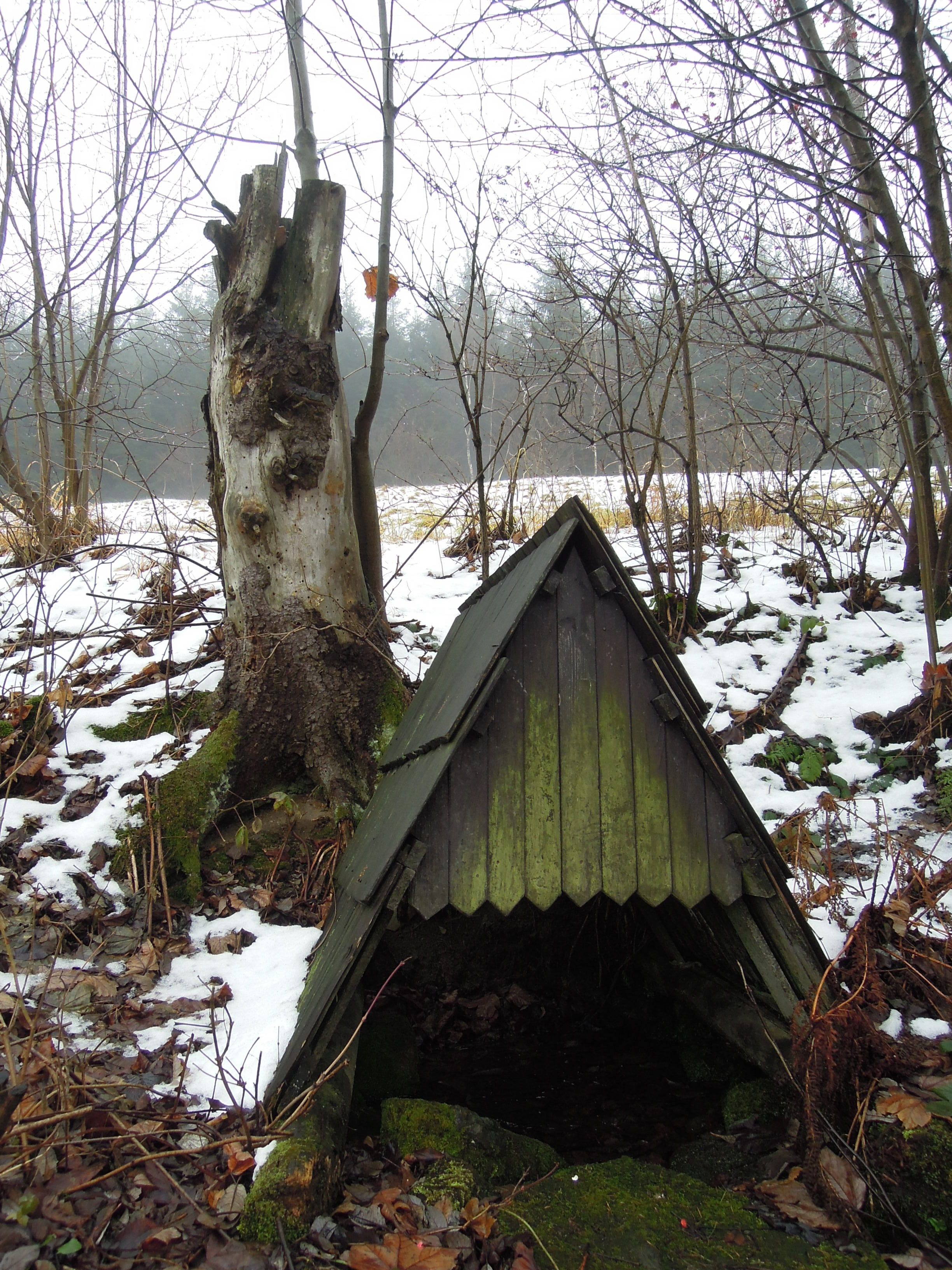
Studánka